# Orobanche chrysacanthi
Orobanche chrysacanthi är en snyltrotsväxtart som beskrevs av René Charles Maire. Orobanche chrysacanthi ingår i släktet snyltrötter, och familjen snyltrotsväxter. Inga underarter finns listade i Catalogue of Life.